# Фотограф (фильм, 2014)
«Фотограф» (пол. Fotograf) — польский детективный фильм 2014 года.

## Сюжет
В современной Москве орудует серийный маньяк-убийца. На месте преступления он каждый раз оставляет пронумерованные картонные таблички, похожие на те, что используют полицейские фотографы. Следы ведут к происшествиям в Легницком гарнизоне группы войск Советской Армии во времена ПНР. Расследованием занимается молодая и красивая милиционер Наташа Синькина, которая ненароком оказывается на месте одного из преступлений в то самое время, когда там появляется «Фотограф».

## В ролях
- Татьяна Арнтгольц — Наташа Синькина
- Александр Балуев — майор Лебядкин
- Агата Бузек — Кася Пшибыльска
- Соня Бохосевич  — Мария Пшибыльска
- Томаш Кот — Бауман
- Андрей Косташ — Коля Соколов
- Алёна Бабенко — Соколова, мать Коли
- Марат Башаров — Соколов, отец Коли
- Дмитрий Ульянов — Курочкин
- Адам Воронович — Квятковский
- Артём Ткаченко — Гриша
- Эвклид Кюрдзидис — Дмитриев
- Нодари Джанелидзе — Руслан Маликов
- Каролина Дризнер — Зося Рубицкая
- Алексей Горбунов — гарнизонный врач